# Phygadeuon interstitialis
Phygadeuon interstitialis là một loài tò vò trong họ Ichneumonidae.